# 鈴木克明 (フジテレビ)
鈴木 克明（すずき かつあき、1958年（昭和33年）7月30日 - ）は、日本の実業家、テレビプロデューサー。株式会社STARTO ENTERTAINMENT代表取締役社長。
株式会社フジテレビジョン専務取締役、株式会社フジ・メディア・ホールディングス取締役、株式会社テレビ西日本代表取締役社長などを歴任した。愛知県出身。

## 来歴・人物
慶應義塾大学文学部卒業後、フジテレビジョン入社。同期に大多亮、遠藤龍之介、永山耕三、本間淳子、山中秀樹など。
1994年4月からスタートの『めざましテレビ』では、チーフプロデューサーを務めた。
2007年6月、フジテレビジョン取締役編成制作局長に就任。常務取締役、専務取締役、フジ・メディア・ホールディングス取締役などを歴任した。
2017年6月、フジテレビ系列局のテレビ西日本代表取締役社長に就任。2021年6月25日付で退任し、相談役に退く。
2025年6月、芸能事務所STARTO ENTERTAINMENT代表取締役社長に就任。

## 略歴
- 1958年7月30日 - 誕生
- 1981年3月31日 - 慶應義塾大学文学部卒業
- 1981年4月1日 - 株式会社フジテレビジョン（現：株式会社フジ・メディア・ホールディングス[注 1]）入社[5]
- 2001年6月 - 同社生活情報局情報2部企画担当部長
- 2002年6月 - 同社生活情報局情報2部長
- 2003年6月 - 同社編成制作局編成部長
- 2004年6月 - 同社編成制作局次長兼編成部長
- 2005年6月 - 同社編成制作局長
- 2007年6月28日 - 同社取締役編成制作局長
- 2008年10月1日 - 株式会社フジ・メディア・ホールディングス取締役、株式会社フジテレビジョン取締役編成制作局長[注 1]
- 2010年6月29日 - 株式会社フジテレビジョン常務取締役編成制作局長
- 2011年6月29日 - 同社常務取締役[注 2][6]
- 2015年6月25日 - 株式会社フジ・メディア・ホールディングス取締役、株式会社フジテレビジョン専務取締役[7][注 3]
- 2017年6月29日 - 株式会社テレビ西日本代表取締役社長
- 2021年6月25日 - 同社相談役
- 2025年6月27日 - 株式会社STARTO ENTERTAINMENT代表取締役社長[8]

## 主な担当番組
- めざましテレビ
- FNS27時間テレビ みんなのうた